# Terry McCann

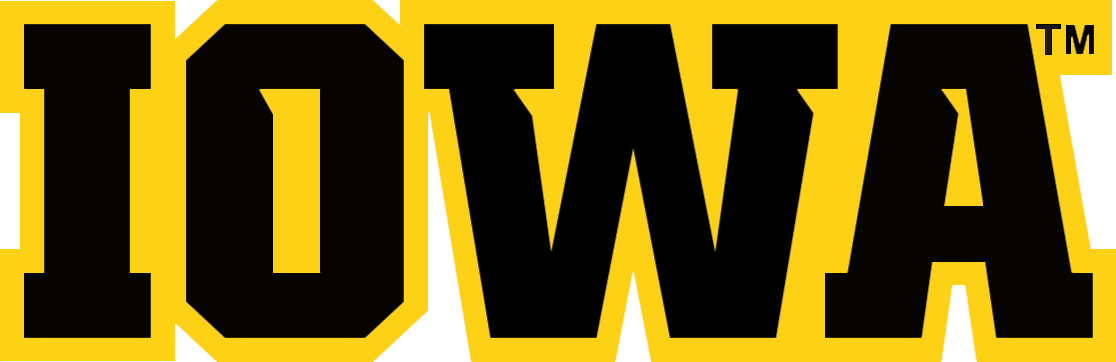
Zawodnik Iowa Hawkeyes

Terrence John „Terry” McCann (ur. 23 marca 1934 w Chicago, zm. 7 czerwca 2006 w Dana Point w Kalifornii) – amerykański zapaśnik walczący w stylu wolnym. Złoty medalista olimpijski z Rzymu 1960, w kategorii do 57 kg.
Zawodnik Carl Schurz High School w Chicago i University of Iowa. Trzy razy All-American w NCAA Division I (1954–1956). Pierwszy w 1955 i 1956; trzeci w 1954 roku.
Następnie zawodnik YMCA w Tulsa, trener, działacz sportowy. W latach 80. przez cztery lata prezydent USA Wrestling.

## Letnie Igrzyska Olimpijskie 1960
| Konkurencja      | Rundy eliminacyjne     | Rundy eliminacyjne | Rundy eliminacyjne       | Rundy eliminacyjne    | Rundy eliminacyjne      | Rundy eliminacyjne   | Rundy eliminacyjne          | Klas. końcowa |
| Konkurencja      | Przeciwnik I           | Przeciwnik II      | Przeciwnik III           | Przeciwnik IV         | Przeciwnik V            | Przeciwnik VI        | Przeciwnik VII              | Miejsce       |
| ---------------- | ---------------------- | ------------------ | ------------------------ | --------------------- | ----------------------- | -------------------- | --------------------------- | ------------- |
| 57 kg styl wolny | Edvin Vesterby (SWE) Z | Paul Hänni (SUI) Z | Eduardo Campbell (PAN) Z | Tauno Jaskari (FIN) P | Michaił Szachow (URS) Z | Neżdet Zalew (BUL) Z | Tadeusz Trojanowski (POL) Z | 1.            |